# Pyrellia minuta
Pyrellia minuta är en tvåvingeart som beskrevs av Zimin 1951. Pyrellia minuta ingår i släktet Pyrellia och familjen husflugor. Inga underarter finns listade i Catalogue of Life.